# Baksjön, Värmland
Baksjön är en sjö i Storfors kommun i Värmland och ingår i Göta älvs huvudavrinningsområde. Sjön har en area på 0,285 kvadratkilometer och ligger 119 meter över havet.
Sjön ingår i naturreservatet Baksjön.

## Delavrinningsområde
Baksjön ingår i det delavrinningsområde (659325-140922) som SMHI kallar för Utloppet av Hyttsjön. Medelhöjden är 136 meter över havet och ytan är 15,88 kvadratkilometer. Räknas de 117 avrinningsområdena uppströms in blir den ackumulerade arean 1 218,55 kvadratkilometer. Timsälven (Nordmarksälven) som avvattnar avrinningsområdet har biflödesordning 3, vilket innebär att vattnet flödar genom totalt 3 vattendrag innan det når havet efter 318 kilometer. Avrinningsområdet består mestadels av skog (67 procent) och jordbruk (12 procent). Avrinningsområdet har 1,51 kvadratkilometer vattenytor vilket ger det en sjöprocent på 9,5 procent.